# ویلیام لئونارد لانگر
ویلیام لئونارد لانگر (به انگلیسی: William Leonard Langer) (زاده ۱۶ مارس ۱۸۹۶ – درگذشته ۲۶ دسامبر ۱۹۷۷) مورخ آمریکایی، رئیس بخش تاریخ دانشگاه هاروارد بود که کتاب‌های متعددی از جمله تاریخ جهان را نوشته‌است.

## زادگاه و زندگی
لانگر در سال ۱۸۹۶ در ماساچوست متولد شد. در ۳ سالگی پدرش را از دست داد. زندگی سختی داشت اما در بوستون درس خواند و توانست وارد دانشگاه هاروارد بشود. در جنگ جهانی دوم مدتی گرفتار اوضاع نابسامان جهان بود. او زبان آلمانی را خیلی خوب بلد بود. همسر وی سوزان کاترین معروف به سوزان لنگر فیلسوف مشهوری بود و قبل از اینکه از هم جدا شوند دو فرزند آوردند.

## تخصص‌ها
تخصص لانگر تاریخ اروپا بود و سالها در مورد تاریخ اروپا و جهان تدریس کرده بود و مهم‌ترین کتاب‌هایش در همین زمینه هاست.

## کتاب‌ها
- پیمان فرانسه و روس، ۱۸۹۰–۱۸۹۴ (چاپ ۱۹۲۹)
- گاز و آتش در جنگ جهانی اول، چاپ ۱۹۶۵ م
- دیپلوماسی امپریالیسم ۱۸۹۰ تا ۱۹۰۲، در دو جلد چاپ ۱۹۳۵م
- جنگ پنهان ۱۹۴۰–۱۹۴۱، چاپ ۱۹۵۳. این اثر را با همکاری ایفرت گیلسون نوشته‌است.
- اضطراب‌های سیاسی اجتماعی ۱۸۳۲–۱۸۵۲، چاپ ۱۹۶۹ م

## درگذشت
ویلیام لانگر در سال ۱۹۷۷ م در ۸۱ سالگی درگذشت.